# Andrew Ballen
Andrew Craig Ballen, né le 27 avril 1973, est surtout connu en Chine sous le nom de Da Long             (Chinois: 大龙), ou Big Dragon. Il est un célèbre visage étranger de la télévision chinoise, connu pour son rôle d'animateur et de producteur de la série de voyages diffusée à l'échelle internationale en Chine, Getaway. Andrew Ballen est le premier américain à produire, animer et syndiquer sa propre série télévisée en Chine.
Fondateur d'AVD Digital, dont le siège social est à Shanghai, en Chine, lui et son équipe ont conçu et développé en 2014 le système de publicité tactile interactif en vidéo phare de la Chine, pour lequel il a reçu deux brevets d'invention chinois en 2017,,.
Des marques telles que Nike, Unilever, Kraft Foods, Sephora, le groupe LVMH et la plateforme asiatique de télé-achat Acorn International utilisent son système dans diverses campagnes numériques. Ces mécanismes d'achat en vidéo TOUCH™ génèrent une augmentation de l'engagement des téléspectateurs de plus de 250 % par rapport aux bannières en ligne traditionnelles et aux publicités pré-roll (publicités qui se lancent avant une vidéo ou un programme). Bien que breveté,, le mécanisme TOUCH™ d' Andrew Ballen est ensuite rétro-conçu et dupliqué par plusieurs des plus grandes plateformes de vidéo en ligne soutenues par le gouvernement chinois,,.

Brevets obtenus par Andrew Ballen
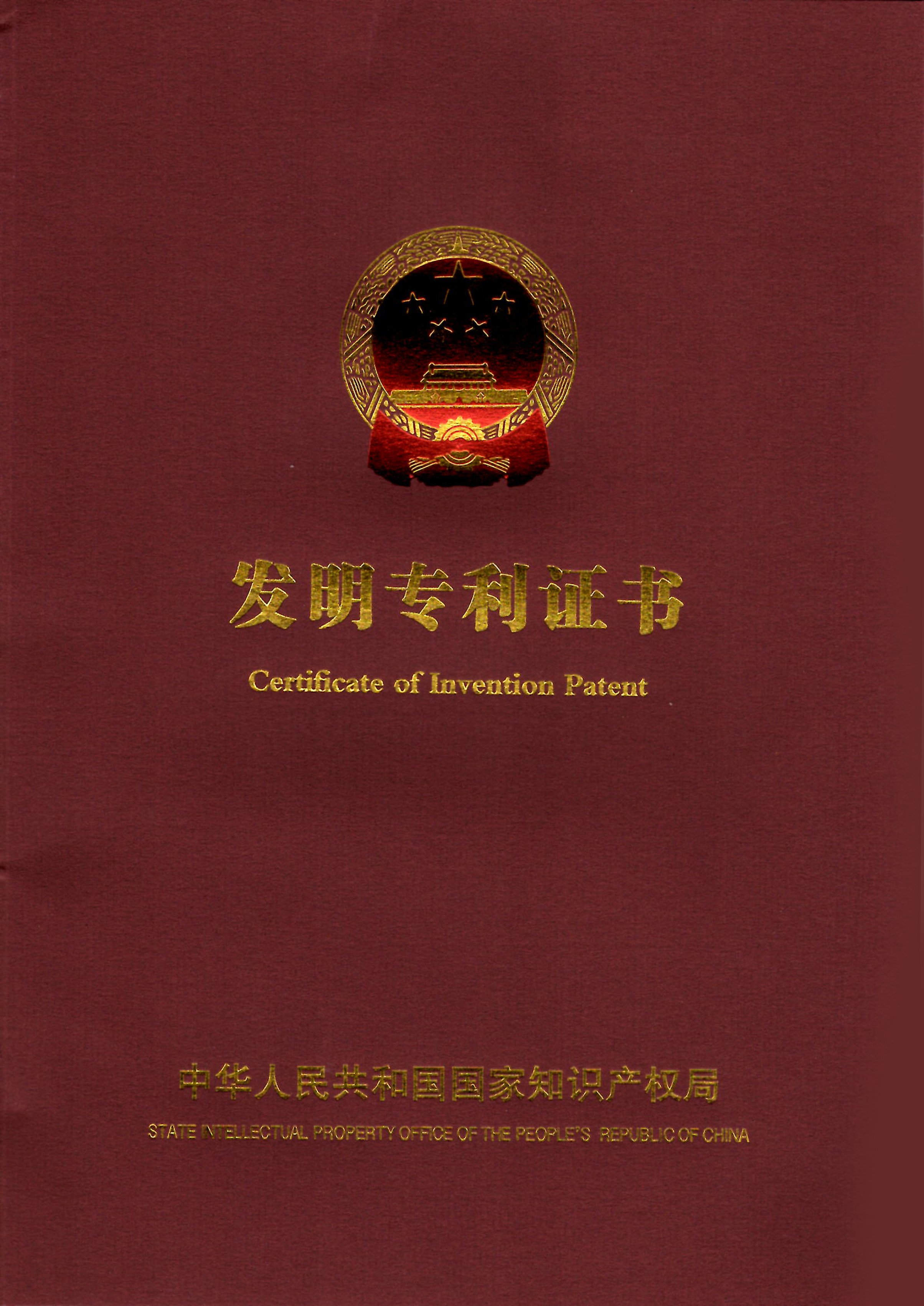
Brevet AVD 1
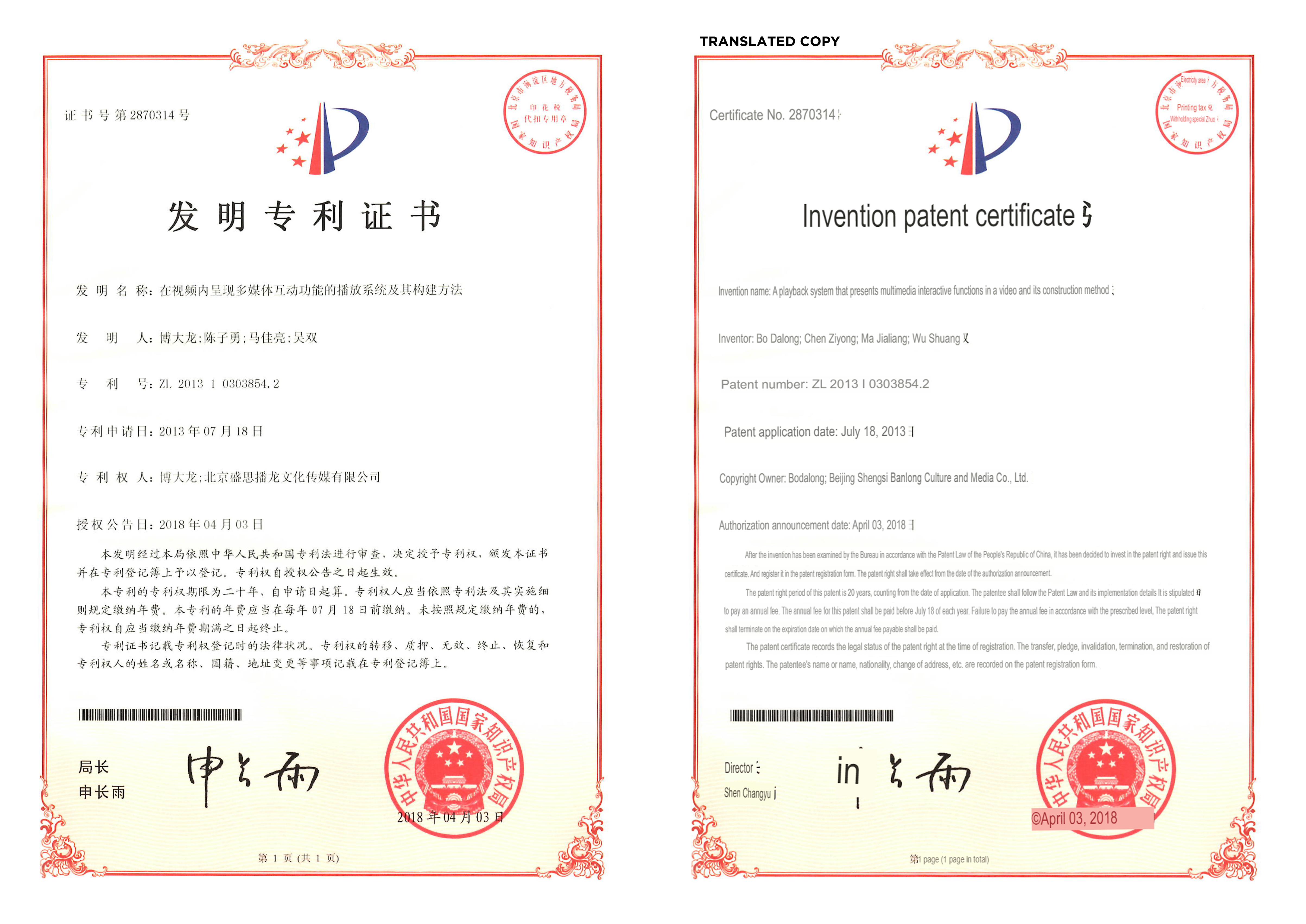
Brevet AVD 2
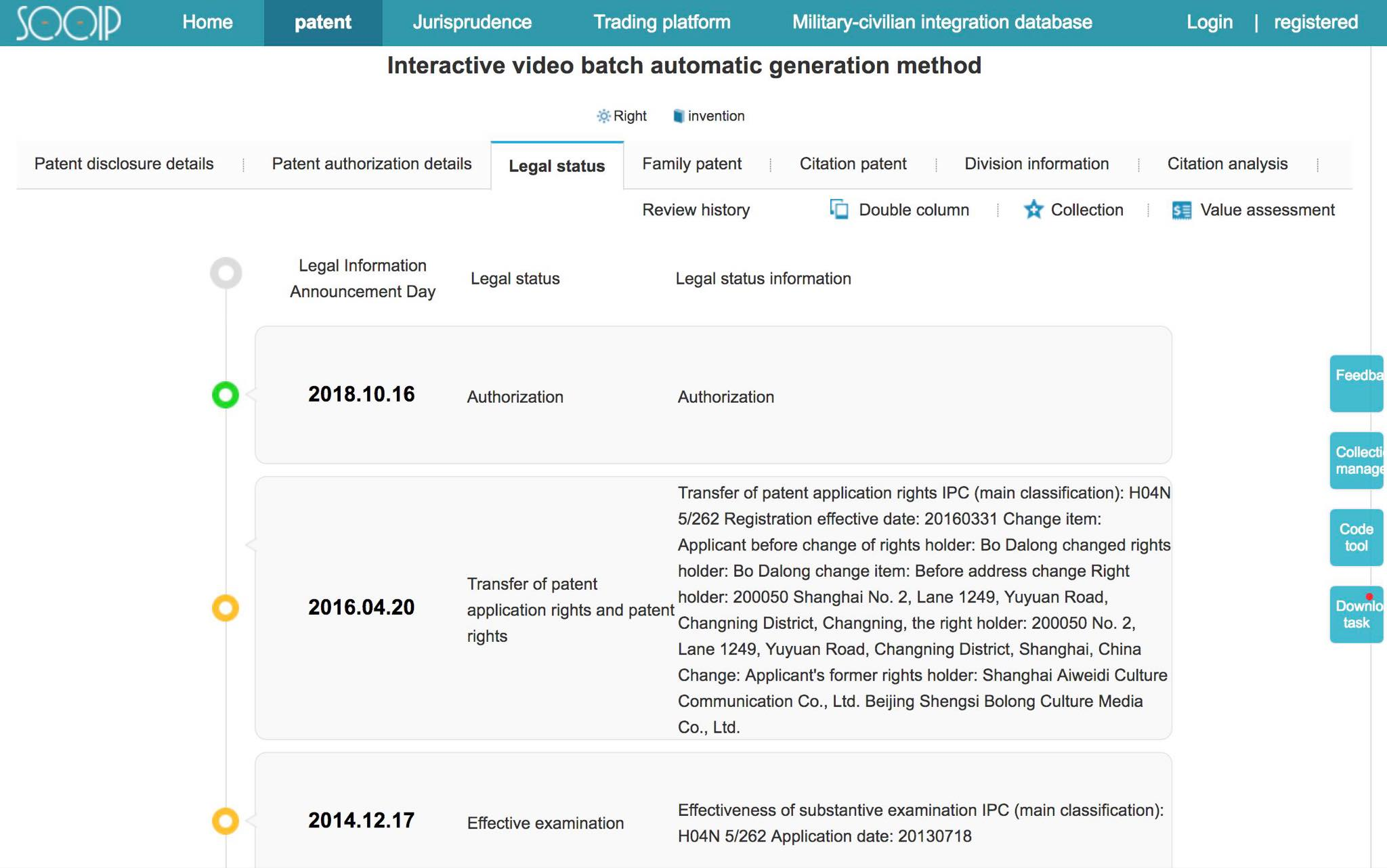
Brevet 1 de schéma vidéo interactif
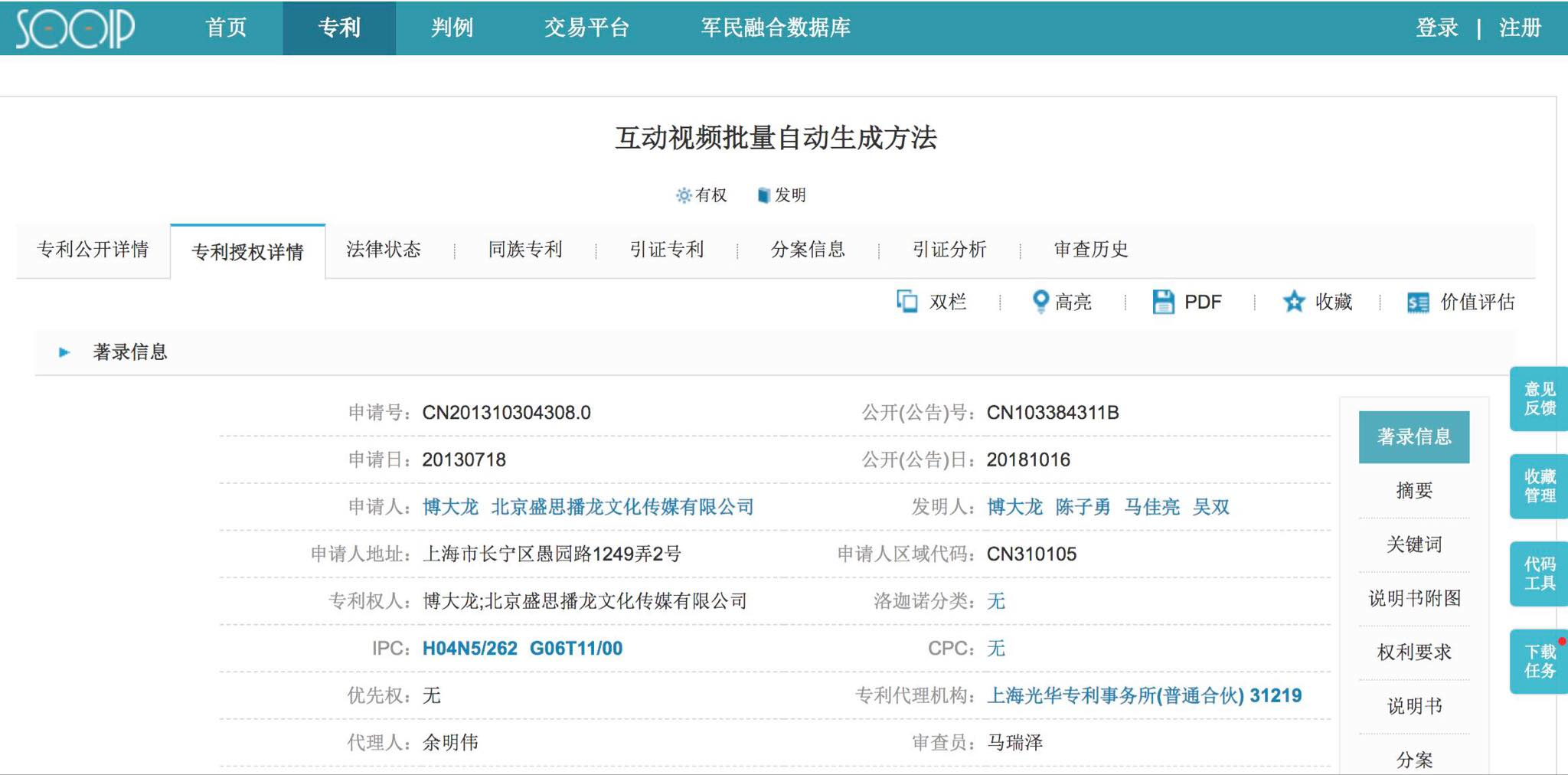
Brevet 2 de schéma vidéo interactif
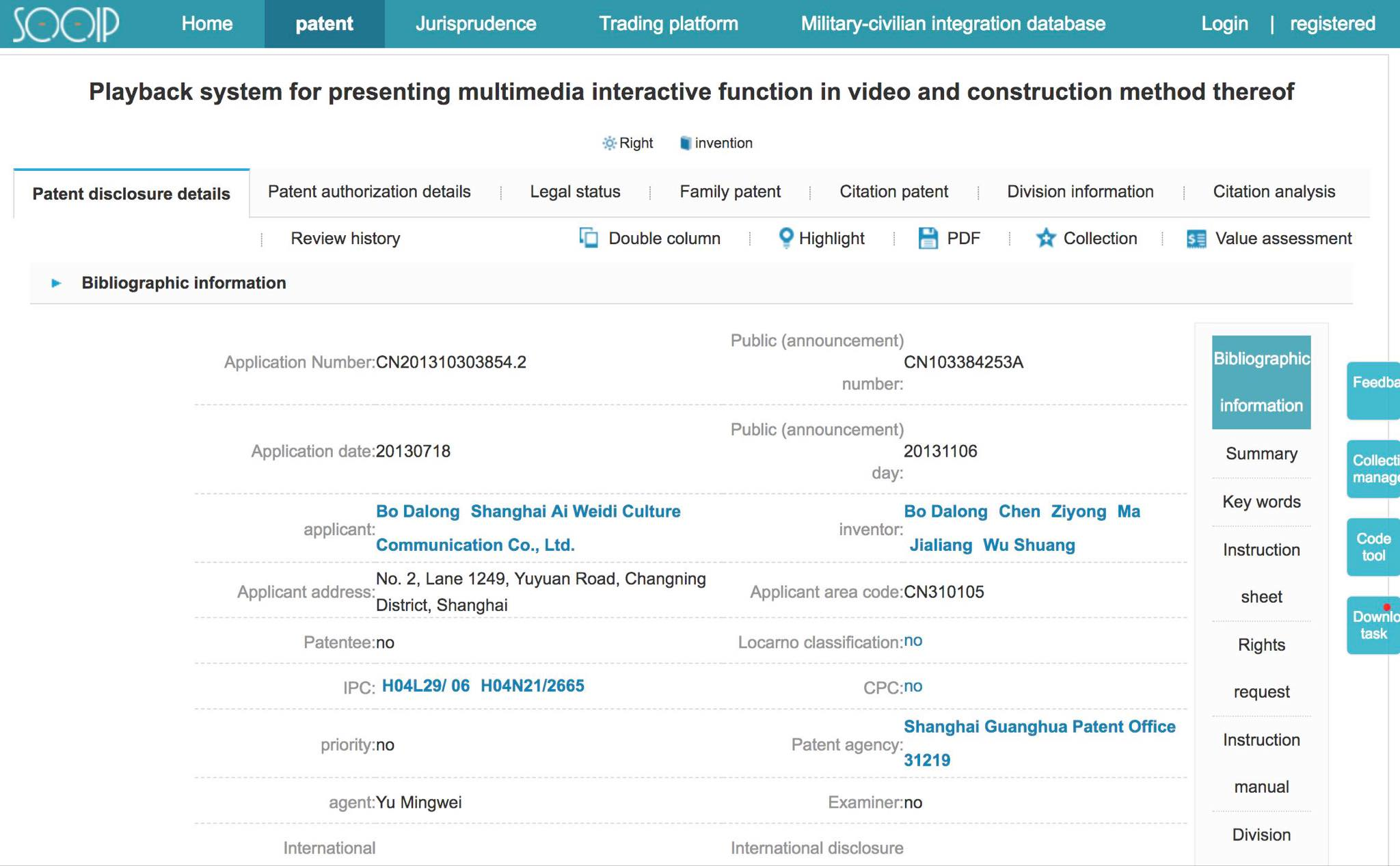
Schéma du système de lecture Brevet 1
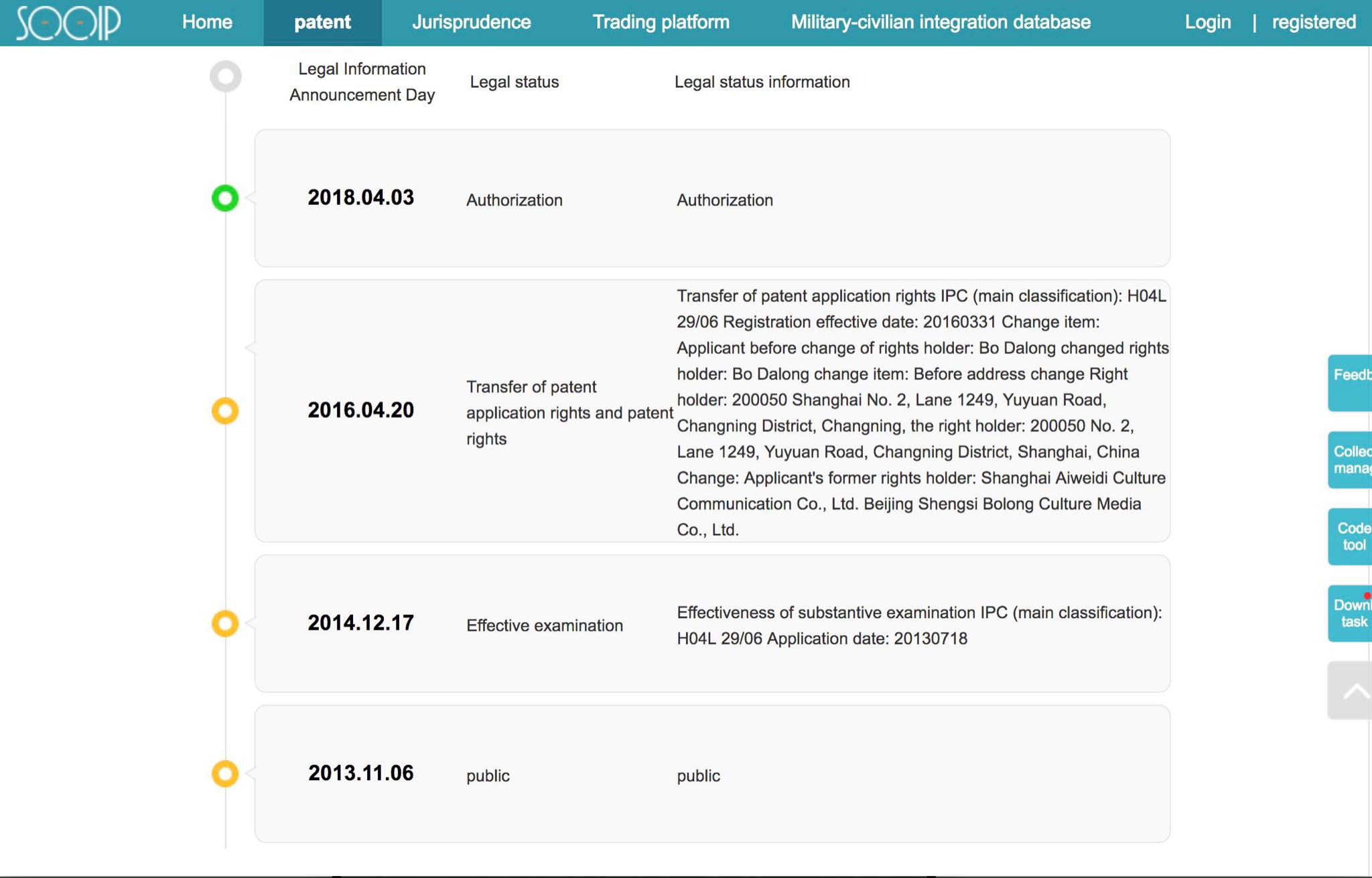
Schéma du système de lecture Brevet 2

## Jeunesse et éducation
Andrew Ballen est né à New York. Fils d'immigrants bélizéens et jamaïcains, il est élevé par son père Patrick, chirurgien, et sa belle-mère Naomi à Greensboro, en Caroline du Nord,. Il fréquente l'Académie militaire de Hargrave, à Chatham, en Virginie. Au cours de sa dernière année, il est devenu la première personne de couleur de l'histoire de l'Académie à devenir commandant de bataillon, atteignant ainsi le grade le plus élevé de l'académie,. Andrew Ballen est diplômé avec mention en sciences politiques et en relations internationales de l'Université de Caroline du Nord à Chapel Hill.

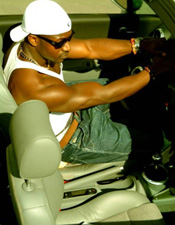
Andrew Ballen sur la série de voyages en Chine Getaway, Dragon TV.

## Carrière
Andrew Ballen arrive pour la première fois à Shanghai, en Chine, en août 2001.
Incapable de parler un mot de chinois, il appris le mandarin par lui-même. Une fois qu'il maîtrise la langue, il commence à faire des apparitions en tant qu'invité dans les programmes télévisés du Shanghai Media Group et est ensuite nommé animateur de l'émission de radio de Shanghai « Live It Up Shanghai »,.
Au début, aucune publicité sponsorisée n'existait pour son émission de radio, et ce fut plus tard le cas pour sa série télévisée Getaway. Considérant le marché chinois comme essentiel à la croissance des marques occidentales, Andrew Ballen créé sa propre entreprise pour attirer les marques mondiales visant à cibler les consommateurs chinois aisés. Il plaide en faveur de messages publicitaires numériques non intrusifs qui ne perturbent pas l'expérience visuelle des natifs du numérique. Il aborde fréquemment le sujet du marketing de contenu interactif et invente en 2014 le terme « AudienceROI »,.
Andrew Ballen accueil la conférence en 2013 du Comité des 100 pays de coopération sino-américaine, où il prononce un discours sur l'état de la coopération culturelle et économique sino-américaine. Parmi les principaux intervenants du gala figurait le président réformiste de la Banque populaire de Chine, le gouverneur Zhou Xiaochuan .

### Western Entertainment: une plateforme marketing pour la Chine
Andrew Ballen est le pionnier de l’utilisation du divertissement occidental comme outil de marketing pour les marques américaines en Chine. Alors que sa programmation et son marketing gagnaient en notoriété, il est présenté dans le documentaire No Sleep Til Shanghai amenant pour la première fois en Chine des artistes comme Sean Kingston, Ice-T, Far East Movement, et MC Jin,,.
Ces succès servent de référence pour la localisation des marques occidentales à Shanghai, Pékin et d’autres villes chinoises de premier plan. Le succès de son marketing de divertissement en Chine est une étude de cas tirée du livre Business is War: The Unfinished Business of Black America de Darren J. Perkins.

### Getaway
Andrew Ballen est le premier citoyen américain à héberger et à coproduire du contenu télévisé diffusé à l'échelle nationale en Chine,. Sa série de voyages, Getaway, est diffusée dans toute la Chine de 2003 à 2014,. À la télévision, il parcourt la Chine en voiture, rendant visite aux habitants et explorant l'histoire, la culture et la cuisine chinoises. Getaway apparait sur la chaîne chinoise Dragon TV et est ensuite diffusé à l'échelle internationale sur CGTN (anciennement CCTV-News).

### Jeux olympiques d'été de Pékin 2008
En juillet 2008, alors que la Chine accueillait les Jeux olympiques d'été de Pékin, Andrew Ballen est chargé par Puma AG et le gouvernement jamaïcain d'exécuter les activités médiatiques, marketing et de relations publiques en Chine de la Jamaïque, y compris le marketing et la programmation d'événements liés au phénomène jamaïcain de l'athlétisme, Usain Bolt. Cet été-là, l'entreprise d'Andrew Ballen et ses partenaires sont les seules entités non gouvernementales autorisées à faire venir des artistes étrangers à Pékin pour des programmes d'événements non approuvés par le CIO .

### REMIX
En 2011, Andrew Ballen produit la première série de téléréalité sino-américaine bilingue de Chine, REMIX. Les juges de REMIX étaient l'Américain Sean Kingston, les artistes taïwanais Jam Hsiao et Wilbur Pan. Le premier gagnant de REMIX est le chanteur de punk rock, Ping An, aujourd'hui un artiste chinois très acclamé,.

## Récompenses
En avril 2015, Andrew Ballen est nommé sur la China's Digital A-List, un prix récompensant les 100 meilleurs entrepreneurs numériques chinois dans les domaines du commerce électronique, des données et de la publicité. Jack Ma, fondateur du groupe Alibaba, et Pony Ma, président de Tencent, sont également nommés sur cette même liste.
En avril 2016, il est de nouveau nommé sur la Campaign Asia's List,.

## Controverse
Dans une interview de PBS par Tavis Smiley et Cornel West, Andrew Ballen fait remarquer que si la croissance de la Chine avait aidé à sortir 800 millions de personnes de la pauvreté, une grande partie de cette croissance s'était faite au détriment de plusieurs millions d'emplois manufacturiers américains,.